# Kloster Gudsberga
Das Kloster Gudsberga (Mons domini) ist eine ehemalige Zisterzienserabtei in Schweden. Es lag im Kirchspiel Husby in der Gemeinde Hedemora in Dalarna.

## Geschichte
Das Kloster wurde 1486 als Tochterkloster von Kloster Alvastra aus der Filiation der Primarabtei Kloster Clairvaux von Ritter Ingel Jönsson und seiner Gattin Birgitta Sonedotter gestiftet. Das Kloster war durch Hüttenbesitz und Anteile an Gruben recht vermögend. Im Jahr 1527 wurde das Kloster von der Krone eingezogen.

## Bauten und Anlage
Die Klosteranlage ist eine zum Teil ergrabene Ruine, die im Ökomuseum von Kloster in Hedemora liegt. Die dreischiffige steinerne Klosterkirche hatte einen polygonalen Chor und maß 21 mal 24 m. Die Konventsgebäude waren wohl nicht in Stein ausgeführt.